# Aviatik D.I
El Aviatik D.I fue un biplano monomotor de caza fabricado por la compañía Osterreichische-Ungarische Flugzeugfabrik Aviatik, subsidiaria austro-húngara de la alemana Aviatik. También era conocido como Aviatik (Berg) D.I, y fue la primera aeronave de combate del Servicio Austro-húngaro de aire (Luftfahrtruppen).

## Desarrollo
Diseñado por el ingeniero Julius von Berg, su construcción acabó en julio de 1916, mientras que el primer vuelo del prototipo Aviatik D.I, se llevó a cabo el 16 de octubre de 1916 en Aspern, por desgracia, matando al piloto de pruebas.
Se introdujeron nuevas modificaciones, y se fabricaron más de tres prototipos del D.I, estando armado con una sola ametralladora Schwarzlose MG M.07/12 por encima del ala superior, disparando sobre la hélice. En los modelos de serie se introdujeron 2 ametralladoras sincronizadas.

## Historia operacional
En muchos aspectos, el D.I era un buen avión de combate. Era razonablemente rápido, tenía excelentes características de vuelo y maniobrabilidad, y podía llegar a más altura que la mayoría de sus adversarios. Además, se le proporcionó una cabina espaciosa y cómoda, que daba un buen campo de visión.
A pesar de estas características deseables, el nuevo Aviatik no fue recibido con entusiasmo cuando entró en servicio en otoño de 1917, ya que también tenía algunos defectos graves. El avión tenía deficiencias estructurales y sus ametralladoras se instalaron fuera del alcance del piloto: si el arma se atascaba, no había nada que el piloto pudiera hacer al respecto. Estos problemas fueron subsanados posteriormente con el reforzamiento de la estructura y el reposicionamiento de las armas, pero la causa principal de las quejas era la tendencia del motor a recalentarse demasiado fácilmente. Para aliviar los problemas de refrigeración, las unidades operativas tendían a volar sus aviones sin los paneles superiores del motor, y a veces también los paneles laterales fueron retirados. También la planta motriz de 185 CV instalada en un principio fue sustituida por un motor de seis cilindros Austro-Daimler de 225 CV.
Las unidades de la aviación Austro-Húngara utilizaron el D.I ampliamente hasta el final de la Primera Guerra Mundial en los frentes oriental, italiano y los Balcanes, principalmente como caza de escolta de aviones de reconocimiento, ya que en la mayoría de las unidades de combate, el Albatros D.III jugó el papel de caza de superioridad aérea.

## Variantes
D.I
Caza biplano monoplaza.
D.II
Versión del D.I con ala baja cantiléver.
D.III
Versión de gran altitud con motor Hiero de 230 hp.
Dr.I
Desarrollo triplano que no pasó de la fase de prototipo.

## Operadores
Imperio austrohúngaro
- Luftfahrtruppen
- Armada austrohúngara

 Hungría
- Real Fuerza Aérea Húngara (Posguerra)

 Rumania
- Real Fuerza Aérea Rumana (Posguerra)

 Reino de Yugoslavia
- Real Fuerza Aérea del Ejército de Yugoslavia (Posguerra)

## Especificaciones
Referencia datos: Jane's Vintage Aircraft Recognition Guide The O. Aviatik (Berg) D.I

### Características generales
- Tripulación: 1
- Longitud: 6,86 m
- Envergadura: 8,00 m
- Altura: 2,48 m
- Superficie alar: 21,8 m²
- Peso vacío: 610 kg
- Peso cargado: 852 kg
- Planta motriz: 1× motor lineal de seis cilindros refrigerado por líquido Austro-Daimler.
  - Potencia: 147 kW (200 hp)

### Rendimiento
- Velocidad nunca excedida (Vne): 185 km/h a nivel del mar
- Alcance: 2,5 horas
- Techo de vuelo: 6150 m (20 177 pies)

### Armamento
- Ametralladoras: 

  - 2x Schwarzlose MG M.07/12 de 8 mm

### Aeronaves similares
- Albatros D.Va
- Ansaldo SVA
- Fokker D.V
- Lohner Type AA
- Morane-Saulnier AI
- Nieuport 28
- Pfalz D.III
- Royal Aircraft Factory S.E.5
- Sopwith Camel
- SPAD S.XIII

### Listas relacionadas
- Anexo:Aviones de caza